# Vörösövű pókhálósgomba
A vörösövű pókhálósgomba (Cortinarius armillatus) a pókhálósgombafélék családjába tartozó, Európában és Észak-Amerikában honos, nyírfa alatt élő, nem ehető gombafaj. 

## Megjelenése
A vörösövű pókhálósgomba kalapja 5-15 cm széles, alakja fiatalon domború vagy harangszerű;később széles domborúan, széles harang alakúan vagy majdnem laposan kiterül. Színe sárgásbarna, rozsdabarna, közepén néha sötétebb vörös. Felszíne száraz, finoman bársonyos vagy szálas-nemezes; idősen a közepe aprópikkelyes lehet.
Húsa fiatalon fehéres, később halványbarnás. Szaga retekszerű, íze nem jellegzetes. 
Lemezei közepesen sűrűk, tönkhöz nőttek. Színük fiatalon halványokkereres, halvány fahéjbarnás, idősen rozsdabarna. Fiatalon fehéres, pókhálószerű kortina védi őket. 
Tönkje 7-15 cm magas és max. 2,5 cm vastag. A tövénél bunkósan megvastagodott. Felszíne csupasz vagy finoman selymes. Színe fehéres vagy halványbarnás, 2-4 övszerű narancsrvörös, feltűnő vélumzónával; fölöttük rozsdaszínű gallérzóna is lehet. .
Spórapora rozsdabarna. Spórája ellipszoid vagy mandula formájú, finoman szemcsés, vastag falú, közepesen vagy erősen dextrinoid, mérete 10-13,5 x 5,5-7 µm.  

### Hasonló fajok
A vöröslábú pókhálósgomba vagy a mérgező vöröspikkelyes pókhálósgomba hasonlíthat rá. 

## Elterjedése és termőhelye
Európában és Észak-Amerikában honos. Magyarországon helyenként nem ritka.  
Többnyire savanyú talajú erdőkben nő, mindig nyírfa alatt. Szeptembertől decemberig terem. 
Nem ehető. Rokonai között több mérgező faj is található és kis mennyiségben a vörösövű pókhálósgomba is tartalmaz orellanint.   

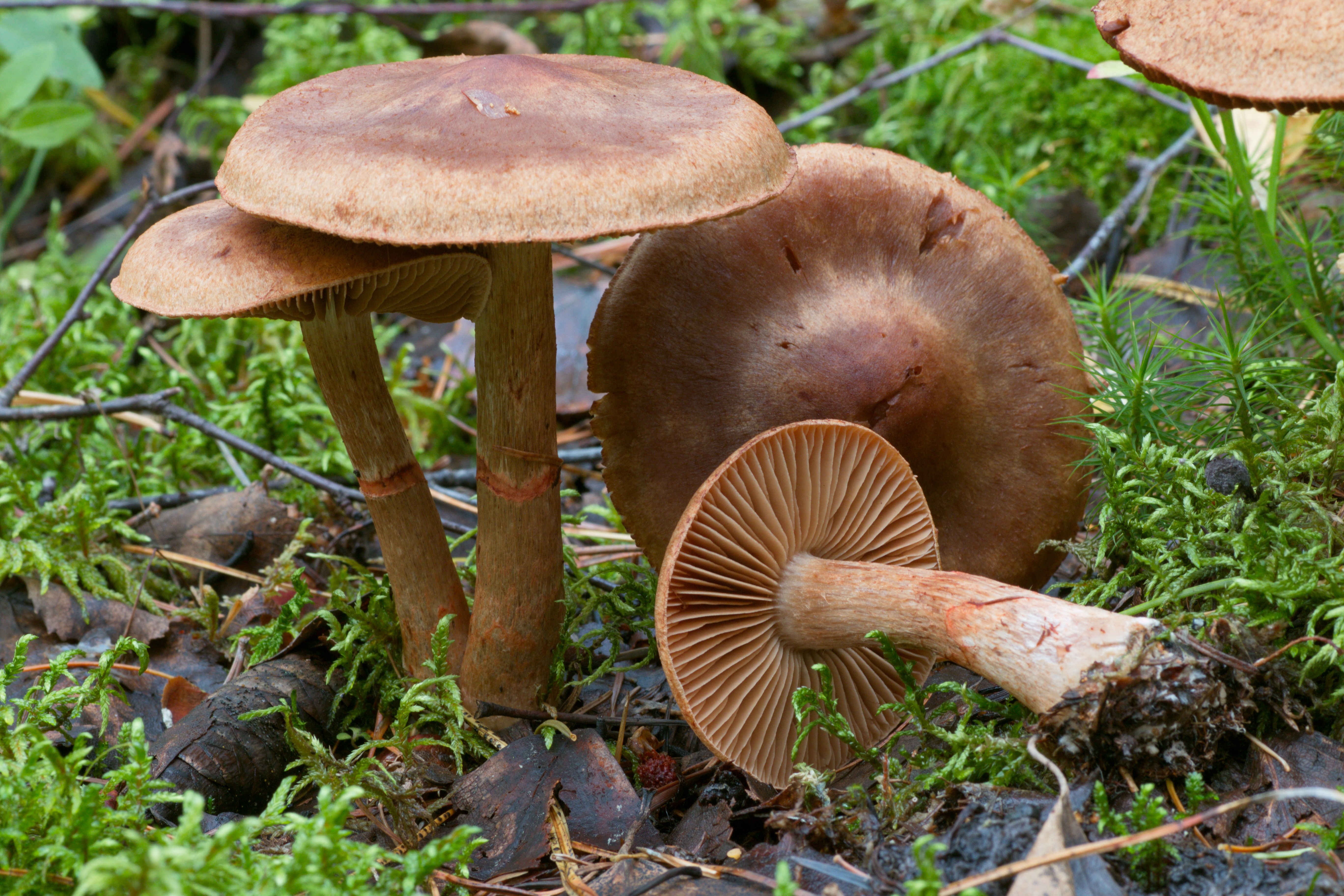
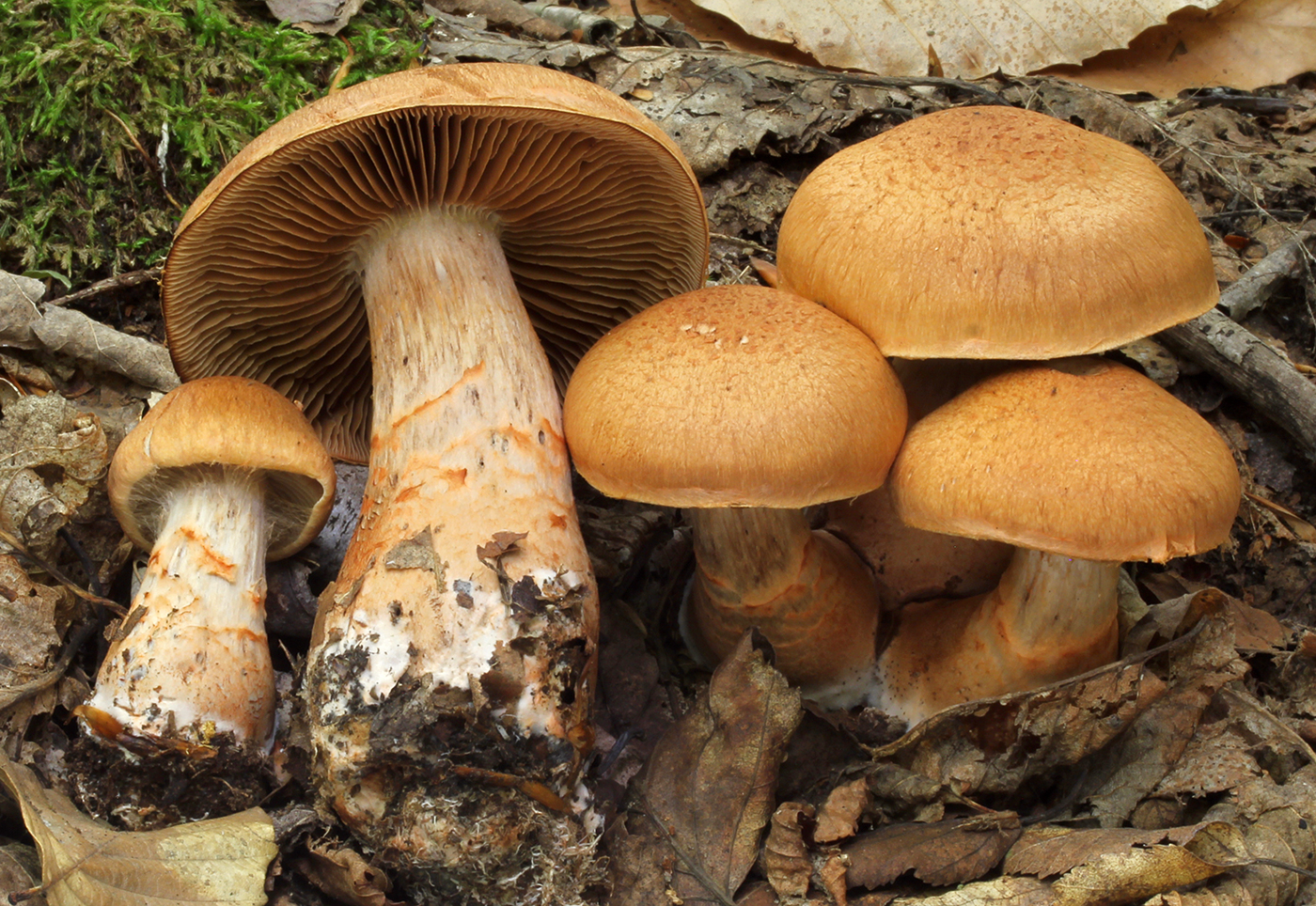
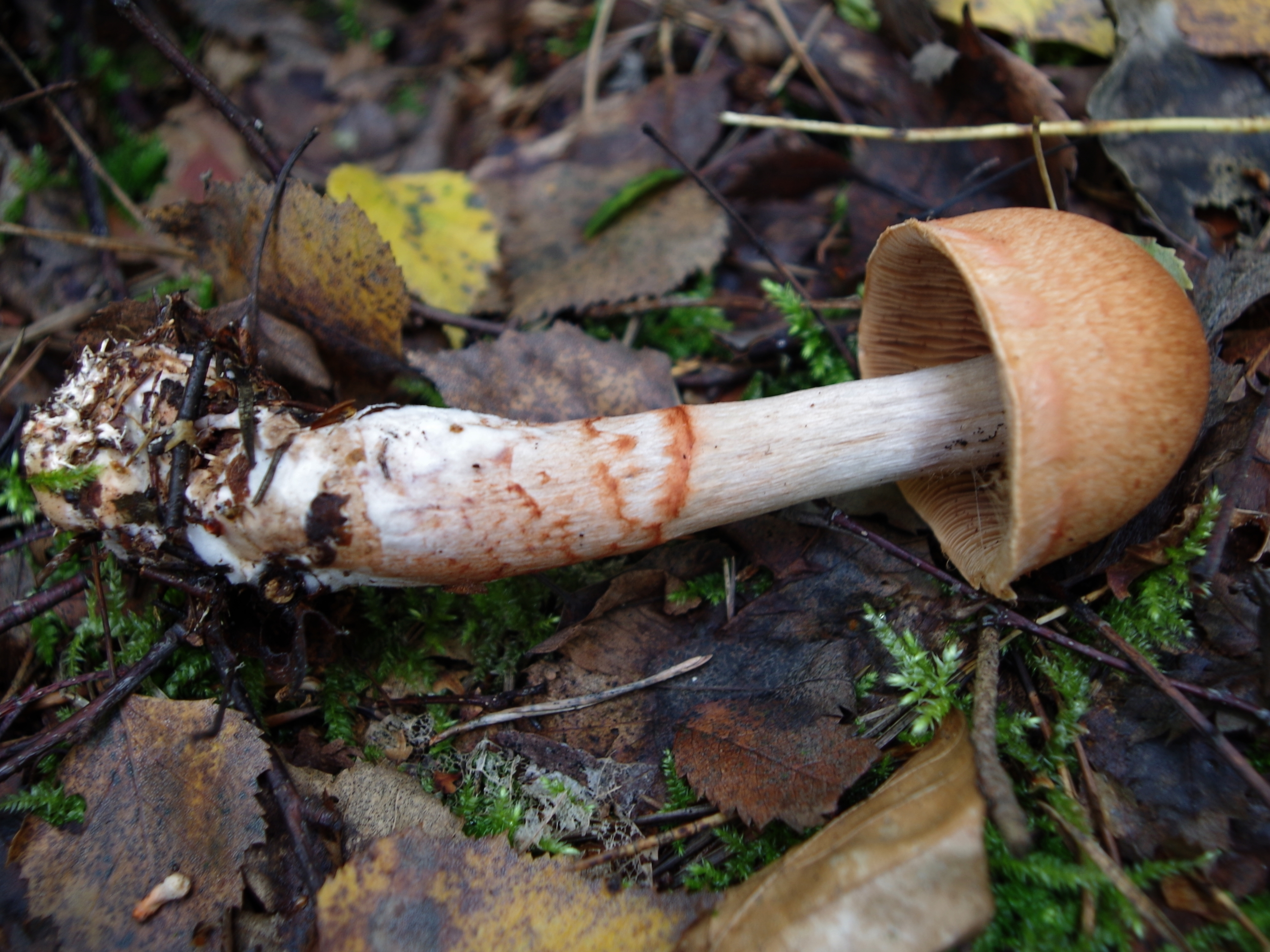
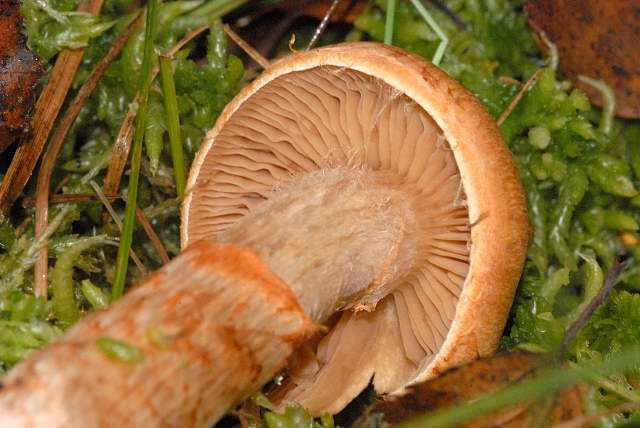
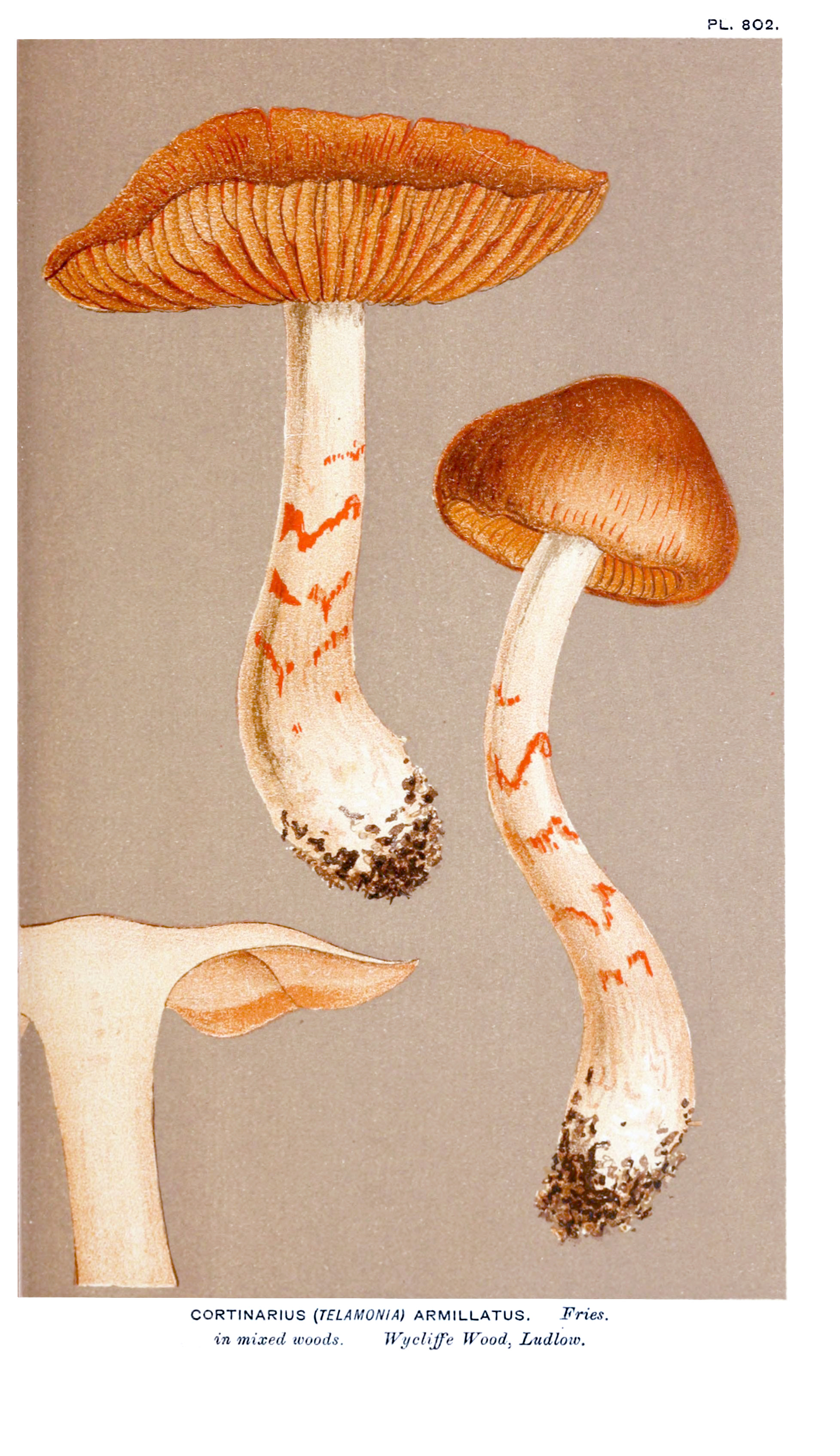